# مارکو پومرانتس
مارکو پومرانتس (استونیایی: Marko Pomerants؛ زادهٔ ۲۴ سپتامبر ۱۹۶۴) سیاست‌مدار اهل استونی است.
وی از سال ۲۰۱۵ تا ۲۰۱۷ وزیر محیط زیست، از سال تا ۲۰۰۹ تا ۲۰۱۱ وزیر کشور و از سال ۲۰۰۳ تا ۲۰۰۵ وزیر امور اجتماعی استونی بوده است.